# الوری
الوری (به لاتین: Alori) یک منطقهٔ مسکونی در بنین است که در استان دونگا واقع شده‌است.